# Kühlungsborn
Kühlungsborn (kyːlʊŋsˈbɔɐ̯n) è una cittadina balneare tedesca appartenente al circondario di Rostock, nel Land Meclemburgo-Pomerania Anteriore.

## Storia
La città viene creata il 1º aprile 1938, dalla fusione delle 3 località di Fulgen, Brunshaupten ed Arendsee. La storia della località ha invece circa 800 anni, risalendo al 1177.

## Geografia fisica
Si trova sulla costa del Mar Baltico, 11 km a nord-ovest di Bad Doberan e 25 km a nord-ovest di Rostock.

## Economia

### Turismo
La città ha una lunga spiaggia, molti alberghi, una lunga passeggiata e un porto turistico. È la più grande città balneare-termale nel Meclemburgo. La ferrovia "Bäderbahn Molli", composta da storici treni a scartamento ridotto, connette Kühlungsborn ad Heiligendamm e Bad Doberan.

## Amministrazione

### Gemellaggi
- Büsum - Germania
- Grömitz - Germania
- Zelenogradsk - Russia

## Galleria d'immagini

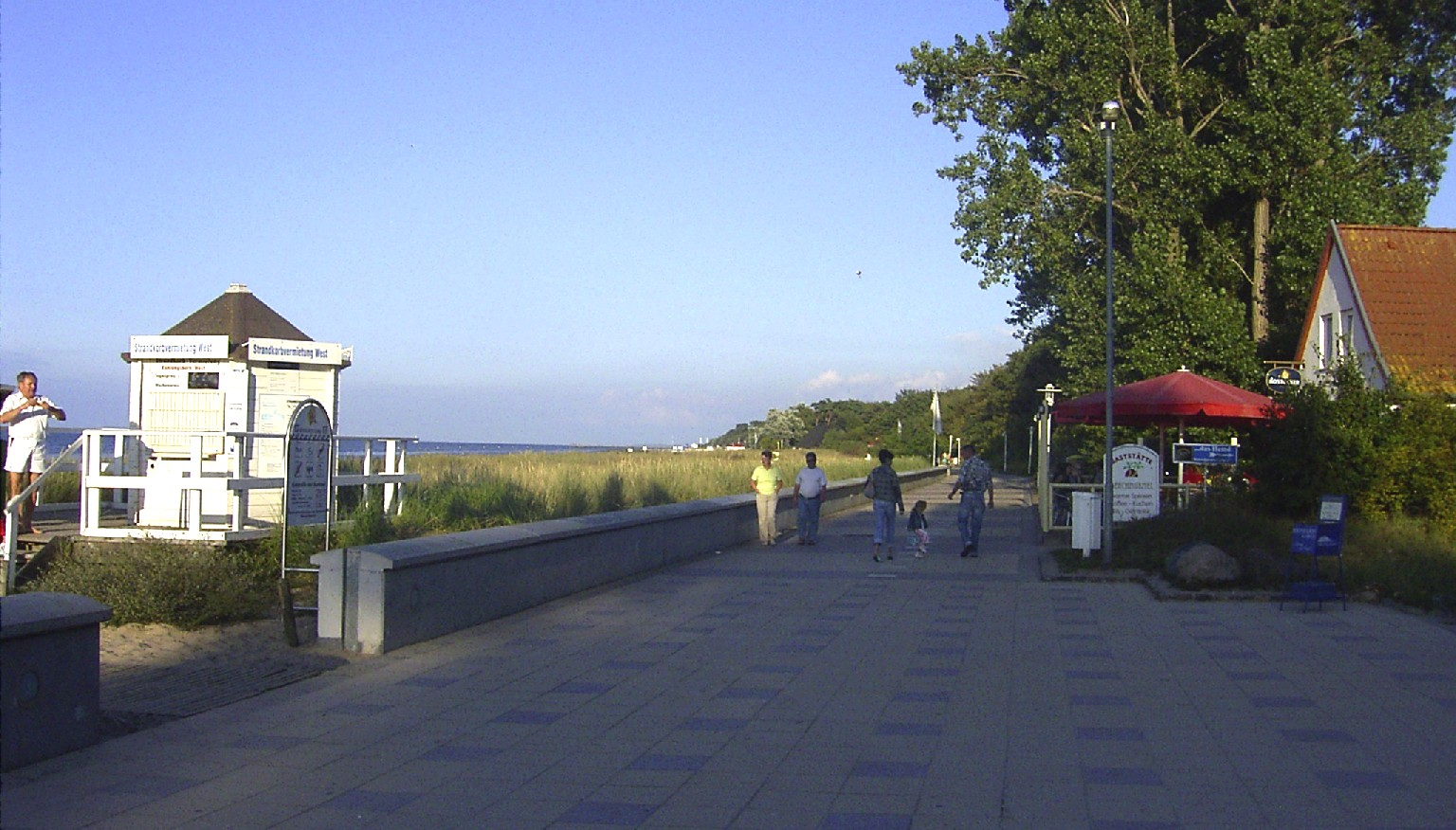
Lungomare ovest
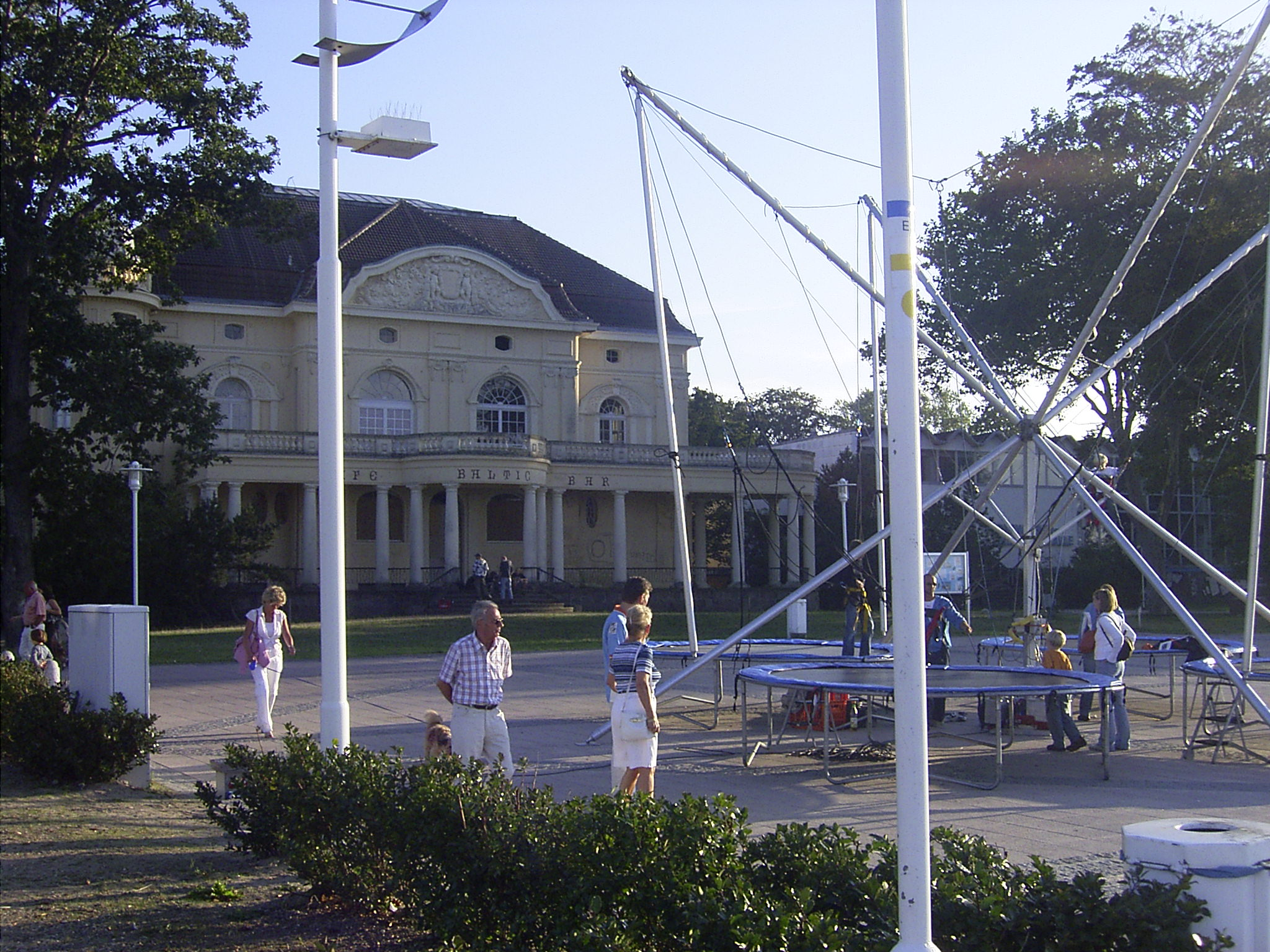
Vecchia Kuhrhaus
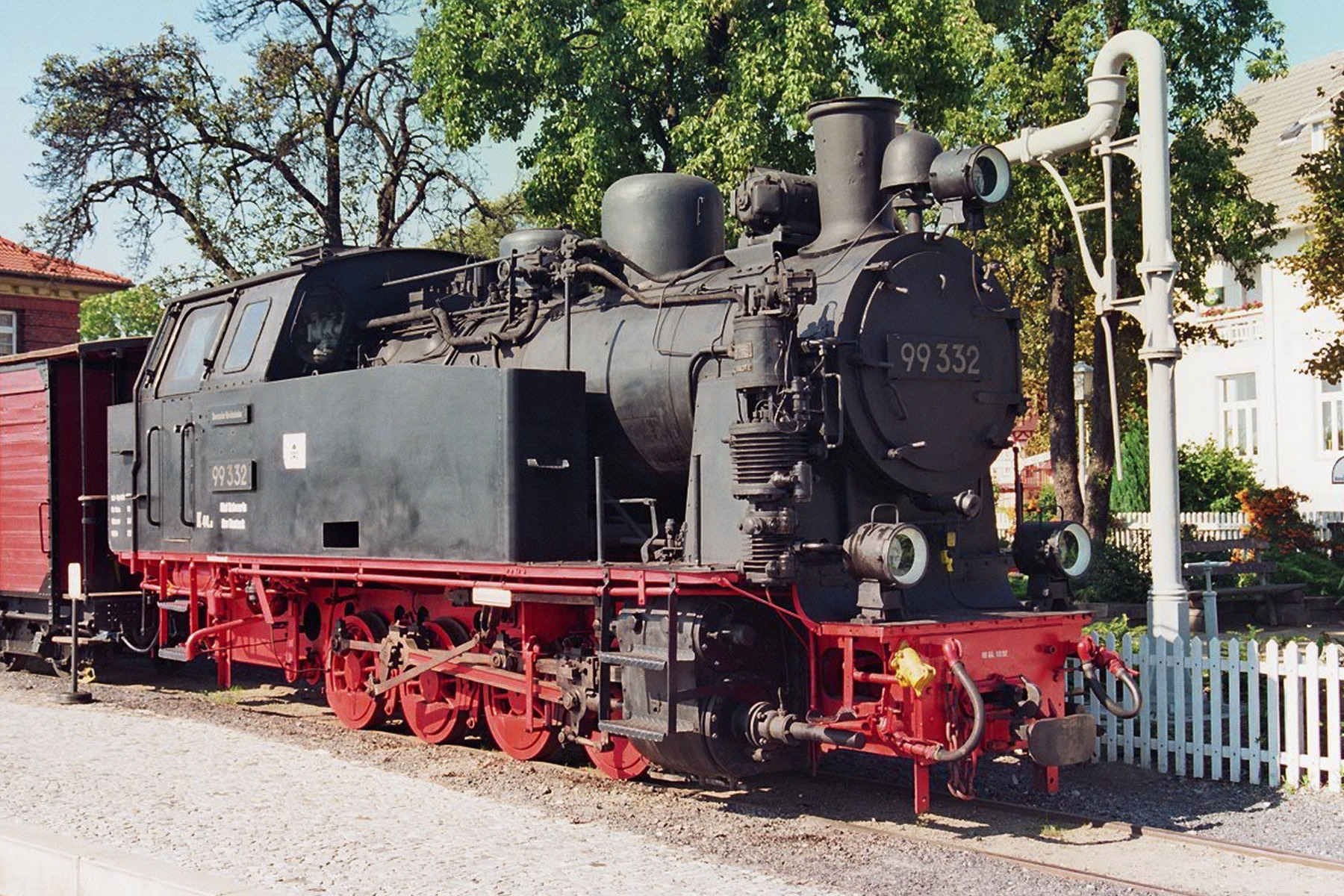
Locomotiva della Bäderbahn Molli